# Lianjiang, Zhanjiang
Lianjiang, även romaniserat Limkong, är en stad på häradsnivå i Zhanjiangs stad på prefekturnivå i provinsen Guangdong i sydöstra Kina. Den ligger omkring 370 kilometer sydväst om provinshuvudstaden Guangzhou.
Lianjiang är indelat i tre stadsdelsdistrikt och 18 köpingar.
Stadsdelsdistrikt (jiedao):

- Chengbei (城北街道)
- Chengnan (城南街道)
- Luozhou (罗州街道)

Köpingar (zhen):

- Anpu (安铺镇)
- Changshan (长山镇)
- Cheban (车板镇)
- Gaoqiao (高桥镇)
- Hechun (河唇镇)
- Heliao (和寮镇)
- Hengshan (横山镇)
- Jishui (吉水镇)
- Liangdong (良垌镇)
- Qingping (青平镇)
- Shicheng (石城镇)
- Shijiao (石角镇)
- Shijing (石颈镇)
- Shiling (石岭镇)
- Tangpeng (塘蓬镇)
- Xinmin (新民镇)
- Yatang (雅塘镇)
- Yingzai (营仔镇)